# 韦斯比
韦斯比（德語：Weesby）是德国石勒苏益格－荷尔斯泰因州的一个市镇。总面积21.44平方公里，总人口485人，其中男性244人，女性241人（2011年12月31日），人口密度23人/平方公里。